# تجمع وادي سبب (المحفد)

تعديل مصدري - تعديل

تجمع وادي سبب هو "تجمع بدوي" في  عزلة المحفد بمديرية المحفد التابعة لمحافظة أبين، بلغ تعداد سكانها 55 نسمة حسب تعداد اليمن لعام 2004.